# The Trees
The Trees ist der Name einer Villa in der schottischen Stadt Barrhead in der Council Area East Renfrewshire. 1980 wurde das Gebäude in die schottischen Denkmallisten in der Kategorie B aufgenommen.

## Geschichte und Beschreibung
Das Gebäude liegt in einem kleinen Wäldchen am Nordwestrand von Barrhead. Es wurde wahrscheinlich um das Jahr 1760 errichtet. Heute beherbergt die Villa das Vereinsheim des Fereneze Golf Club und wird auch des Öfteren so bezeichnet. Der zugehörige Golfplatz grenzt im Westen an.
Das Hauptgebäude von The Trees besitzt drei Stockwerke. Die Fassaden sind im traditionellen Stil des westlichen Schottlands mit Harl verputzt. Die Gebäudekanten sind mit Ecksteinen verziert und die Fensteröffnungen mit Faschen abgesetzt. Rückwärtig geht ein zweistöckiger Flügel ab, dessen Flachdach von Zinnen umrahmt ist. Das Hauptgebäude schließt hingegen mit einem Walmdach ab. In den Jahren 1978 und 1979 wurden verschiedene bauliche Veränderungen im Innenraum beantragt.